# 노을진 들녘
《노을진 들녘》은 한국에서 제작된 김성화 감독의 1965년 영화이다. 강신성일 등이 주연으로 출연하였고 우기동 등이 제작에 참여하였다.

## 출연

### 주연
- 강신성일
- 엄앵란
- 박암

## 기타
- 원작자: 박경리
- 조명: 이영수
- 미술: 홍성칠